# Kvemo Yashtjva
Kvemo Yashtjva (en georgiano: ქვემო იაშთხვა; en armenio: Ներքին Յաշթխվա) o Lbaashtjva (en abjasio: Лбаашҭхәа) es una aldea que pertenece a la parcialmente reconocida República de Abjasia, parte del distrito de Sujumi, aunque de iure pertenece al municipio de Sojumi de la República Autónoma de Abjasia de Georgia.

## Geografía
Kvemo Yashtjva se encuentra en el curso superior del río Besleti, a 4 km de Sujumi. La aldea se administra desde el pueblo de Tavisupleba.

## Historia
Kvemo Yashtjva fue fundado en 1890. Los armenios llegaron de Ajalkalaki, Ajaltsije y otros pueblos de Yavajetia en 1949.

## Demografía
La evolución demográfica de Kvemo Yashtjva entre 1959 y 1989 fue la siguiente:
| 1328                                                | 3022 |
| (Fuente: Population of Abkhazia since Soviet times) |      |

Antes de la guerra de Abjasia, la mayoría de la población local eran georgianos y también tenía minoría de armenios.

## Economía
Los habitantes se dedican al cultivo de tabaco, la horticultura, la apicultura y la avicultura.  

## Infraestructura

### Educación
El pueblo tenía una escuela secundaria armenia, un club y una biblioteca.